# 许力士
许力士（?—?），唐朝安州安陆（今湖北省安陆市）人，祖籍高阳（今河北省高阳县），许绍的嫡孙。

## 生平
许力士的父亲许善，在隋朝担任宣城郡主簿，死在许绍之前。许绍去世时，唐高祖下诏让许力士袭爵谯国公。唐高宗年间，许力士官至洛州长史，龙朔二年（662年），高宗让洛州长史、谯国公许力士在邙山建立上清宫镇鬼。十月，监察御史秦令言审理许力士之子许钦明犯法，流放建州。

## 子孙
- 子：許欽寂，夔州刺史
  - 孫：許輔，右金吾大將軍
    - 曾孫：許諫，河南丞
    - 曾孫：許論，監察御史
    - 曾孫：許詵，歸州刺史
    - 曾孫：許諷，監察御史

  - 孫：許輔德，宕州刺史
- 子：許欽明，梁州都督、安西大都護
  - 孫：許誡惑，鴻臚少卿
    - 曾孫：許子房
    - 曾孫：許季常，萬年丞
    - 曾孫：許子端，岳州刺史

  - 孫：許誡言，太僕卿、右衛大將軍
    - 曾孫：許子餘，壽州刺史
- 子：許欽澹，深州刺史、光祿卿
  - 孫：許叔冀，滑汴節度使
    - 曾孫：許孝常，亳州刺史
    - 曾孫：許仲容，鄧州刺史
      - 玄孫：許志倫
      - 玄孫：許志雍，兼監察御史